# Tomáš Kmeť
Tomáš Kmeť, wym. [ˈtomaːʃ ˈkmɛc] (ur. 1 grudnia 1981 w Popradzie) – słowacki siatkarz, reprezentant kraju, grający na pozycji środkowego. 
Jako reprezentant Słowacji startował na mistrzostwach świata kadetów w Arabii Saudyjskiej w 1999. Występował także na mistrzostwach świata do lat 20 rozgrywanych w 2001 w Polsce. Wraz z reprezentacją uczestniczył w mistrzostwach Europy seniorów 2001 i 2007. Z zespołem Petrochemy zdobył złoty (2001), srebrny (2002) i brązowy (2003) medal słowackiej ekstraligi. Występował także w polskich zespołach: w Gwardii Wrocław i Kędzierzyn-Koźle. W 2005 został zwycięzcą konkursu na najlepszego słowackiego siatkarza roku.

## Sukcesy klubowe
Mistrzostwo Słowacji:
- 2001
- 2002
- 2003

MEVZA:
- 2007, 2008, 2010

Mistrzostwo Austrii:
- 2007, 2008
- 2010

Puchar Austrii:
- 2010

Puchar Niemiec:
- 2011

Mistrzostwo Niemiec:
- 2012, 2013, 2014, 2016
- 2015
- 2011

Liga Mistrzów:
- 2015

Puchar Niemiec:
- 2016

Puchar CEV:
- 2016

## Sukcesy reprezentacyjne
Liga Europejska 
- 2008, 2011
- 2007

## Nagrody indywidualne
- 2005: Najlepszy siatkarz roku na Słowacji
- 2008: Najlepszy blokujący Ligi Europejskiej
- 2011: MVP i najlepszy blokujący Ligi Europejskiej